# Istočni Mostar (općina u RS)
Istočni Mostar je općina u Republici Srpskoj, Bosna i Hercegovina. 
Dio je Mostara koji je pao pod Republiku Srpsku te mu je promijenjeno u Srpski Mostar. Tijekom rata u Bosni i Hercegovini općina je nosila taj naziv, ali je nakon odluke Ustavnog suda BiH taj naziv poništen i zamijenjen s Istočni Mostar. 
Istočni Mostar je jedna od najmanje razvijenih općina u RS-u i financira se iz donacija Vlade Republike Srpske. 
Administrativno središte se nalazi u Zijemlju.

## Stanovništvo
| Stanovništvo općine Istočni Mostar |               |
| godina popisa                      | 2013.         |
| Srbi                               | 166 (64,59 %) |
| Bošnjaci                           | 78 (30,35 %)  |
| Hrvati                             | 11 (4,28 %)   |
| ostali i nepoznato                 | 2 (0,78 %)    |
| ukupno                             | 257           |

## Naseljena mjesta
Općinu Istočni Mostar sačinjavaju tri naseljena mjesta:
Kamena, 
Kokorina i 
Zijemlje.
Navedena naseljena mjesta su do potpisivanja Daytonskog mirovnog sporazuma bila u sastavu općine Mostar koja je ušla u sastav Federacije BiH.